# Sylvinho Blau-Blau
Sylvio Luiz do Rego Junior, mieux connu sous le nom de Sylvinho Blau-Blau (né en 1959 à Rio de Janeiro), est un chanteur et compositeur brésilien.

## Biographie
Sylvio commence sa carrière au sein du groupe Absyntho, qui se fait connaître avec la chanson Ursinho blau-blau et participe à une série de programmes télévisés et radiophoniques. D'autres chansons, telles que Só a Lua et Lobo, atteignent également les charts, tout comme Balanço do Trem, une chanson qui clôture le programme Xuxa. Sylvio fait partie de la génération rock dite de la nouvelle vague qui dure cinq étés, entre 1983 et 1988. La nouvelle vague apparait aux États-Unis à la fin des années 1970 et a pour principaux représentants les groupes Blondie et Talking Heads. Elle n'arrive au Brésil qu'à l'été 1983 avec des groupes comme les B-52's, Devo, General Public et d'autres. Fort de son succès, le groupe Absyntho apparait dans pratiquement tous les programmes de télévision de l'époque, notamment Cassino do Chacrinha, Globo de Ouro, Programa Raul Gil, Barros de Alencar et Bolinha. À cette époque (les années 1980), les groupes brésiliens jouent des chansons aux paroles innocentes.
Après la séparation du groupe en 1988, Sylvinho sort son premier album solo, alors sans avoir encore ajouté « Blau Blau » à son nom de famille. La chanson Medo Feroz, extraite de l'album Topete sorti sur le label BMG, connait un grand succès à l'époque. L'album se distingue par la participation spéciale de Lulu Santos à la chanson-titre, qu'il a composée en partenariat avec Bernardo Vilhena. Parmi les compositeurs figurent également Lobão, Vinícius Cantuária, Ed Wilson et Evandro Mesquita, entre autres.
En 1989, il sort un nouvel album, produit par Marlene Matos (agent artistique de Xuxa) et Michael Sullivan (partenaire de Paulo Massadas) pour le label Xuxa Discos-RGE. En 1995, il sort l'album Trampolim sur le label Cedro Music, l'une de ses premières expériences en matière de musique électronique, avec le grand musicien et arrangeur Victor Chicri. Après une saison en Europe, il enregistre l'album Animal Faminto au Brésil en 1999 sur le label Indie Records, avec des chansons signées par Cassiano, Fernanda Abreu et d'autres artistes. En 2000, il pose nu pour le magazine Íntima. Il avait déjà rejoint l'Église pentecôtiste de Nova Vida, mais celle-ci ne s'est pas opposée à sa décision.
Sylvinho Blau-Blau entre dans l'histoire en 2001 en participant au méga festival Rock in Rio. Lorsqu'il reçoit l'invitation, Sylvinho pense à un moyen de se débarrasser d'Ursinho Blau Blau, le personnage de sa chanson la plus réussie, et invite le légendaire rocker Serguei à se produire ensemble, déchirant sur scène l'animal en peluche pour mettre fin à l'histoire. La tentative ne fonctionne cependant pas, et les deux se retrouvent acclamés et en première page de tous les journaux le lendemain,.
En 2012, il rejoint le casting de la cinquième édition de l'émission de téléréalité A Fazenda sur Record TV. Il est le premier agriculteur de cette édition, choisi par le premier éliminé, Lui Mendes. Blau-Blau est le troisième gagnant de la cinquième édition avec 81 % des votes. En 2013, il réalise son rêve d'enfant en chantant à la fête de la Saint-Sylvestre à Copacabana, le quartier où il est né et a grandi. Il a partagé la scène de Santa Clara avec des artistes tels que Beth Carvalho et l'école de samba Beija-Flor de Nilópolis. En 2014, il participe à la Coupe du monde organisée au Brésil, en chantant sur la plage de Copacabana lors du FIFA Fan Fest. En 2017, il participe avec sa femme Ana Paula à l'émission de téléréalité Power Couple Brasil, diffusée par Record TV et présentée par Roberto Justus.

## Vie personnelle
Élevé à Copacabana, Sylvinho a deux enfants, Maria Luiza et Antonio Luiz, fruits de son mariage de 19 ans avec Ana Paula de Lima Pereira, journaliste et ancienne reine du carnaval de Rio.